# 2007 au Japon
Cet article présente les faits marquants de l'année 2007 au Japon.

## Gouvernement
- Empereur : Akihito
- Premier ministre : Shinzō Abe, Yasuo Fukuda
- Secrétaire général du Cabinet : Yasuhisa Shiozaki, Kaoru Yosano, Nobutaka Machimura
- Juge en chef de la Cour suprême : Nirō Shimada (en)
- Président de la Chambre des représentants : Yōhei Kōno
- Président de la Chambre des conseillers : Chikage Ōgi, Satsuki Eda

## Évènements

### Janvier
- 23 janvier : Une créature rare ressemblant à une anguille identifiée comme un requin-lézard est découverte au Japon par des pêcheurs[1].

### Février
- 4 février : Masaaki Kanda est réélu gouverneur d'Aichi.
- 15 février : Sortie de la série animée Naruto Shippûden.
- 24 février : Lancement du quatrième satellite espion japonais, destiné à surveiller les activités nucléaires de la Corée du Nord[2].

### Mars
- 3 mars : Sortie du huitième film de One Piece. Le film se classe à la deuxième place du box-office lors de son premier week-end d'exploitation[3].
- 25 mars : Un tsunami se produit sur la côte nord du Japon après un tremblement de terre d'une magnitude de 6,9 dans la mer du Japon. La NHK signale qu'une personne est morte et 40 sont blessées[4].
- 26 mars : Le Premier ministre Shinzō Abe présente ses excuses aux femmes qui ont été utilisées par le Japon comme esclaves sexuelles dans les bordels, présents en première ligne, pendant la Seconde Guerre mondiale[5].

### Avril
- 1er avril : Les villes de Niigata et Hamamatsu deviennent des « villes désignées ».
- 10 avril : Le gouvernement japonais prolonge de six mois les sanctions économiques contre le gouvernement nord-coréen, invoquant le manque de progrès dans la résolution des cas d'enlèvements de citoyens japonais[6].
- 17 avril : Le maire de  la ville de Nagasaki, Itchō Itō (61 ans) est assassiné en pleine rue sur ordre de la pègre locale[7].
- 19 avril : Hiroshi Zota est condamné à mort pour son double meurtre de 1999.
- 25 avril : La police japonaise perquisitionne les bureaux d'un groupe pro-nord-coréen en lien avec l'enlèvement présumé de deux enfants dans les années 1970[8].

### Mai
- 28 mai :
  - La mannequin Riyo Mori devient Miss Univers 2007.
  - Toshikatsu Matsuoka, Ministre de l'Agriculture, des Forêts et de la Pêche, est retrouvé mort à son domicile de Tokyo, quelques heures avant d'être interrogé à la Diète sur ses dépenses[9].
- 29 mai : Le suicide du ministre de l’Agriculture, Toshikatsu Matsuoka, fragilise le gouvernement de Shinzo Abe.

### Juin
- 1er juin : Des archéologues découvrent un melon vieux de 2 100 ans dans la préfecture de Shiga[10].
- 4 juin : Annonce officielle de la reformation du plus grand groupe de heavy metal japonais, X Japan[11].
- 18 juin : Le Japon change le nom d'Iwo Jima en son nom d'origine Iwōtō (Iōtō), pour refléter les souhaits de ses habitants d'origine[12].

### Juillet
- 3 juillet : Le ministre japonais de la Défense, Fumio Kyūma, démissionne à la suite de ses commentaires sur les bombardements atomiques d'Hiroshima et de Nagasaki[13].
- 4 juillet : Yuriko Koike devient la première femme ministre de la Défense[14].
- 16 juillet : Séisme de Chūetsu-oki : onze morts et plus de mille blessés.
- 29 juillet : Élection à la Chambre des Conseillers.

### Août
- 1er août : Norihiko Akagi (en) démissionne de son poste de ministre de l'Agriculture après que des scandales l'impliquant ont nui à la performance du Parti libéral-démocrate lors des élections à la Chambre des conseillers japonaise[15].
- 8 août : Sortie du film Naruto Shippuden : Un funeste présage, quatrième film basé sur le manga Naruto et le premier film tiré de l'anime Naruto Shippûden.
- 20 août : Le Vol China Airlines 120 prend feu et explose après son atterrissage à l'aéroport de Naha (Okinawa) : 4 blessés.
- 24 août : Meurtre de Rie Isogai.
- 25 août : Championnats du monde d'athlétisme 2007 à Osaka.

### Septembre
- 12 septembre : Le Premier ministre Shinzō Abe annonce sa démission.
- 14 septembre : Lancement de la sonde lunaire SELENE.
- 21 au 23 septembre : Grand Prix moto du Japon 2007.
- 23 septembre : Yasuo Fukuda, un modéré politique, est élu par le Parti libéral-démocrate au pouvoir pour devenir le prochain Premier ministre du pays[16].
- 28 au 30 septembre : Grand Prix automobile du Japon 2007.

### Octobre
- 5 octobre : Sortie de la série animée Code Geass: Lelouch of the Rebellion. Le character design est réalisé par les CLAMP. De nombreux produits dérivées suivront les années suivantes (manga, film, OAV, jeu vidéo...).
- 25 au 27 octobre : Tempête tropicale Faxai.

### Novembre
- 1er novembre : La Force maritime d'autodéfense japonaise stoppe le ravitaillement des navires de guerre des États-Unis et de leurs alliés dans l'Océan Indien, en raison de l'expiration de la loi sur les mesures spéciales antiterroristes[17].
- 18 novembre : Le Japon reprend la chasse à la baleine à bosse pour la première fois depuis 40 ans. Greenpeace et d'autres groupes environnementalistes condamnent cette décision[18].
- 28 novembre : Le Shenzhen, destroyer de Type 051B, est le premier navire de guerre chinois à visiter Tokyo depuis la Seconde Guerre mondiale[19].

### Décembre
- 13 décembre : Sortie du deuxième film du manga Bleach, Bleach: The Diamond Dust Rebellion.

## Cinéma
- Catégorie:Film japonais sorti en 2007

## Sport
- Catégorie:Sport au Japon en 2007

## Décès
- 5 janvier : Momofuku Andō, fondateur et le directeur de Nissin Foods.
- 8 janvier : Iwao Takamoto, réalisateur.
- 18 avril : Itchō Itō, homme politique.
- 3 mai : Knock Yokoyama, homme politique et comédien.
- 27 mai : Izumi Sakai, chanteuse du groupe de J-pop Zard.
- 28 mai : Toshikatsu Matsuoka, Ministre de l'Agriculture, des Forêts et de la Pêche.
- 28 juin : Kiichi Miyazawa, homme d'État.
- 18 juillet : Kenji Miyamoto, homme politique.
- 28 août : Miyoshi Umeki, actrice et chanteuse.
- 27 septembre : Kenji Nagai, photojournaliste tué par balles en Birmanie.
- 7 octobre : Norifumi Abe, pilote de vitesse moto.
- 12 octobre : Kishō Kurokawa, architecte.
- 13 novembre : Kazuhisa Inao, lanceur de baseball.